# Нана-Гребизи
Нана-Гребизи (фр. Nana-Grébizi; санго Sêse tî kömändâ-kötä tî Nanä-Gïrïbïzï) — экономическая префектура в центре Центральноафриканской Республики.
- Административный центр — город Кага-Бандоро.
- Площадь — 19 996 км², население — 87 341 человек (2003 год).

## География
Граничит на северо-востоке с префектурой Бамбинги-Бангоран, на юго-востоке с префектурой Уака, на юге с префектурой Кемо, на западе с префектурой Уам.
Нана-Гребизи — единственная префектура Центральноафриканской республики, не граничащая с соседними африканскими государствами.

## Субпрефектуры
- Кага-Бандоро
- Мбрес